# Вулиця Григорія Гуляницького (Конотоп)
Вулиця Григорія Гуляницького — вулиця міста Конотоп Сумської області.

## Розташування
Розташована в центральній частині сучасного міста. Пролягає від вулиці Братів Лузанів до вулиці Романа Шухевича.

## Назва
Названа на честь командувача обороною фортеці Конотоп, під час козацько-московської війни Григорія Гуляницького..

## Історія
Існує з початку XX століття. Вперше згадується у 28 червня 1929 року.
Перша відома назва — Кладовищенська вулиця. Названа через розташування на ній у XVIII–XIX століттях міського кладовища.
З середини ХХ століття — вулиця Димитрова. Названа на честь болгарського комуністичного діяча Георгія Михайловича Димитрова.
1 грудня 2015 року у рамках декомунізації перейменована на вулицю Григорія Гуляницького.